# 伝染病予防法
伝染病予防法（でんせんびょうよぼうほう、明治30年4月1日法律第36号）は、「伝染病の予防及び伝染病患者に対する適正な医療の普及を図ることによつて、伝染病が個人的にも社会的にも害を及ぼすことを防止し、もつて公共の福祉を増進すること」を目的として、1897年（明治30年）4月1日に公布され、1897年（明治30年）5月1日に施行された法律である。この法律の施行により、伝染病予防規則（明治13年太政官布告第34号）は、廃止された。
1998年（平成10年）10月2日に感染症の予防及び感染症の患者に対する医療に関する法律（通称:感染症法）が公布され、1999年（平成11年）4月1日に施行されたことに伴い廃止された。その内容は現在、感染症法へ引き継がれている。

## 規定内容
コレラ・赤痢（疫痢を含む）・腸チフス・パラチフス・痘瘡・発疹チフス・猩紅熱・ジフテリア・流行性脳脊髄膜炎及びペストの10種の急性伝染病の予防に関して規定される（いわゆる十種伝染病）。ただし、この10種以外の予防を必要と認められる伝染病が発生した場合、内務大臣の指定によって本法が適用できる。また、コレラとペストはその疑似症をも本症と同一取扱とし、他の8種は特に必要がある場合に限り、その疑似症に対して地方長官が本法の全部または一部を適用することができる。保菌者に対しては原則として患者と同様に取扱うが、コレラ保菌者以外の者にたいしては別の取扱方法がある。これら伝染病患者または死体を取り扱った医師または患者の届出義務、患者および感染の疑いのある者の隔離、患家の交通遮断その他を規定する。更に業態上、病毒伝播の疑いのある物件の使用授与の禁止、死体の火葬についても規定される。
本法によって市町村は伝染病院または隔離病舎設立の義務を課せられる。地方長官は伝染病予防の目的で集会を制限または禁止し、病毒伝播の媒介となり得る飲食物の販売を禁止または廃棄し、井戸下水その他の新設改廃、一定場所の漁撈遊泳を禁止し、衛生組合を設けさせ、清潔方法、消毒方法その他伝染病の予防救済に当たらせることができる。附属法令として省令の伝染病予防法施行規則があって、伝染病発生の通報および届出、清潔方法、消毒方法、患者死体および物件の処置法、交通遮断および隔離の手続その他が規定される。